# Missió d'Observadors de les Nacions Unides a Angola
La Missió d'Observadors de les Nacions Unides a Angola (MONUA) va ser creada per la resolució 1118 del Consell de Seguretat de les Nacions Unides del 30 de juny de 1997. A causa del col·lapse del procés de pau a Angola, el secretari general de l'ONU va recomanar al Consell de Seguretat de l'ONU que no es renovés el mandat de MONUA. La missió va finalitzar oficialment el 26 de febrer de 1999, segons els termes de la resolució 1213.
MONUA va ser l'última missió de manteniment de la pau a Angola i va estar precedida per tres missions de verificació de la pau: UNAVEM I, UNAVEM II i UNAVEM III.
La Guerra Civil angolesa es va desenvolupar entre 1974 i 2002 i va ser el conflicte més durador a l'Àfrica. Des de 1988, els Cascs Blaus van estar presents a Angola com a observadors del conflicte entre el Moviment Popular per l'Alliberament d'Angola (MPLA), del president José Eduardo dos Santos, i UNITA (Unió Nacional per a la Independència Total d'Angola).
Al començament de la missió el 1997, la força de manteniment de la pau de l'ONU consistia en aproximadament 3.500 soldats, observadors i policies procedents de 17 països. Aquest nombre es va reduir a 400 el 1999, quan va finalitzar la missió. Disset Cascos Blaus van morir en el conflicte.
Des de la finalització de MONUA, les forces de manteniment de la pau de l'ONU ja no estan presents a Angola.